# 910 Anneliese
910 Anneliese eller 1919 FB är en asteroid i huvudbältet, som upptäcktes den 1 mars 1919 av den tyske astronomen Karl Wilhelm Reinmuth i Heidelberg. Den är uppkallad efter en vän till den tyske astronomen Julius Dick.
Asteroiden har en diameter på ungefär 48 kilometer.